# Ceratocystidaceae
Famille
Les Ceratocystidaceae sont une famille de champignons (Fungi) ascomycètes de l'ordre des Microascales. 

## Liste des genres
Selon Catalogue of Life (10 décembre 2021) :
- Ambrosiella
- Berkeleyomyces
- Catunica
- Ceratocystis
- Chaetonaemosphaera
- Davidsoniella
- Huntiella
- Meredithiella
- Milowia
- Mycorhynchella
- Phialophoropsis
- Solaloca
- Sporendocladia
- Thielaviopsis
- Toshionella
- Wolfgangiella

## Liste des genres et espèces
Selon NCBI (27 novembre 2014) :
- genre Ceratocystis
  - Ceratocystis acaciivora
  - Ceratocystis adiposa
  - Ceratocystis albifundus
  - Ceratocystis atrox
  - Ceratocystis bhutanensis
  - Ceratocystis cacaofunesta
  - Ceratocystis caryae
  - Ceratocystis chinaeucensis
  - Ceratocystis coerulescens
  - Ceratocystis colombiana
  - Ceratocystis corymbiicola
  - Ceratocystis cryptoformis
  - Ceratocystis curvata
  - Ceratocystis curvicollis
  - Ceratocystis decipiens
  - Ceratocystis diversiconidia
  - Ceratocystis douglasii
  - Ceratocystis ecuadoriana
  - Ceratocystis eucalypti
  - Ceratocystis eucalypticola
  - Ceratocystis fagacearum
  - Ceratocystis ficicola
  - Ceratocystis fimbriata
  - Ceratocystis fimbriatomima
  - Ceratocystis fujiensis
  - Ceratocystis huntii
  - Ceratocystis inquinans
  - Ceratocystis laricicola
  - Ceratocystis larium
  - Ceratocystis major
  - Ceratocystis mangicola
  - Ceratocystis manginecans
  - Ceratocystis mangivora
  - Ceratocystis microbasis
  - Ceratocystis moniliformis
  - Ceratocystis moniliformopsis
  - Ceratocystis musarum
  - Ceratocystis neglecta
  - Ceratocystis norvegica
  - Ceratocystis oblonga
  - Ceratocystis obpyriformis
  - Ceratocystis omanensis
  - Ceratocystis ossiformis
  - Ceratocystis papillata
  - Ceratocystis paradoxa
  - Ceratocystis pinicola
  - Ceratocystis pirilliformis
  - Ceratocystis platani
  - Ceratocystis polonica
  - Ceratocystis polychroma
  - Ceratocystis polyconidia
  - Ceratocystis populicola
  - Ceratocystis pseudoeurophioides
  - Ceratocystis radicicola
  - Ceratocystis resinifera
  - Ceratocystis rufipennis
  - Ceratocystis salinaria
  - Ceratocystis savannae
  - Ceratocystis smalleyi
  - Ceratocystis sublaevis
  - Ceratocystis sumatrana
  - Ceratocystis tanganyicensis
  - Ceratocystis thulamelensis
  - Ceratocystis tribiliformis
  - Ceratocystis tsitsikammensis
  - Ceratocystis tyalla
  - Ceratocystis variospora
  - Ceratocystis virescens
  - Ceratocystis zambeziensis
  - Ceratocystis zombamontana
    - genre Thielaviopsis
      - Thielaviopsis australis
      - Thielaviopsis basicola
      - Thielaviopsis ceramica
      - Thielaviopsis neocaledoniae
      - Thielaviopsis ovoidea
      - Thielaviopsis populi
      - Thielaviopsis thielavioides
- non-classé mitosporic Ceratocystidaceae
  - genre Ambrosiella
    - Ambrosiella beaveri
    - Ambrosiella ferruginea
    - Ambrosiella hartigii
    - Ambrosiella roeperi
    - Ambrosiella xylebori